# ميركو سافيني
ميركو سافيني (بالإيطالية: Mirko Savini)‏ (11 مارس 1979 بروما في إيطاليا - ) هو مدرب كرة قدم ولاعب كرة قدم إيطالي في مركز الدفاع. لعب مع فيورنتينا ونادي أسكولي ونادي باليرمو ونادي باوك ونادي نابولي وFermana FC ‏ وAS Lodigiani ‏ وAtletico Roma FC ‏.

## وصلات خارجية
- ميركو سافيني على موقع قاعدة بيانات كرة القدم.إي يو (الإنجليزية)
- ميركو سافيني على موقع Soccerway.com (الإنجليزية)
- ميركو سافيني على موقع عالم كرة القدم.نت (الإنجليزية)